# パンテサリコ・スタディオ
パンテサリコ・スタディオ（ギリシア語: Πανθεσσαλικό Στάδιο）は、ギリシャマグニシア県・ヴォロスにある競技場である。2004年に行われたアテネオリンピックのサッカー競技の会場の一であった。2004年7月30日に開場、最大収容人数は22,700人であるが、オリンピック期間中は21,100席設置した。この競技場はニキ・ヴォルFCの本拠地である。

## 主なイベント
- アテネオリンピック・サッカー競技[2]
- ギリシャ・カップ 2006-2007決勝、ラリッサFC対パナシナイコス戦 (2007年5月5日)

### アテネオリンピック (サッカー・男子競技)
| 日付    | 時刻  |          | 結果  |          | 試合      | 入場者数 |
| ------- | ----- | -------- | ----- | -------- | --------- | -------- |
| 8月11日 | 20:30 | マリ     | 0 – 0 | メキシコ | グループA | 10,104人 |
| 8月12日 | 20:30 | ガーナ   | 2 – 2 | イタリア | グループB | 07,012人 |
| 8月15日 | 20:30 | 日本     | 2 – 3 | イタリア | グループB | 09,487人 |
| 8月17日 | 20:30 | ギリシャ | 2 – 3 | メキシコ | グループA | 21,597人 |
| 8月18日 | 20:30 | 日本     | 1 – 0 | ガーナ   | グループB | 06,813人 |

### アテネオリンピック (サッカー・女子競技)
| 日付    | 時刻  |              | 結果  |                | 試合      | 入場者数 |
| ------- | ----- | ------------ | ----- | -------------- | --------- | -------- |
| 8月11日 | 18:00 | スウェーデン | 0 – 1 | 日本           | グループE | 10,104人 |
| 8月17日 | 18:00 | スウェーデン | 2 – 1 | ナイジェリア   | グループE | 21,597人 |
| 8月20日 | 21:00 | スウェーデン | 2 – 1 | オーストラリア | 準々決勝  | 04,811人 |